# Solan (Distrikt)
Der Distrikt Solan (Hindi: सोलन जिला) ist ein Distrikt des indischen Bundesstaats Himachal Pradesh. Sitz der Distriktverwaltung ist Solan.

## Geografie

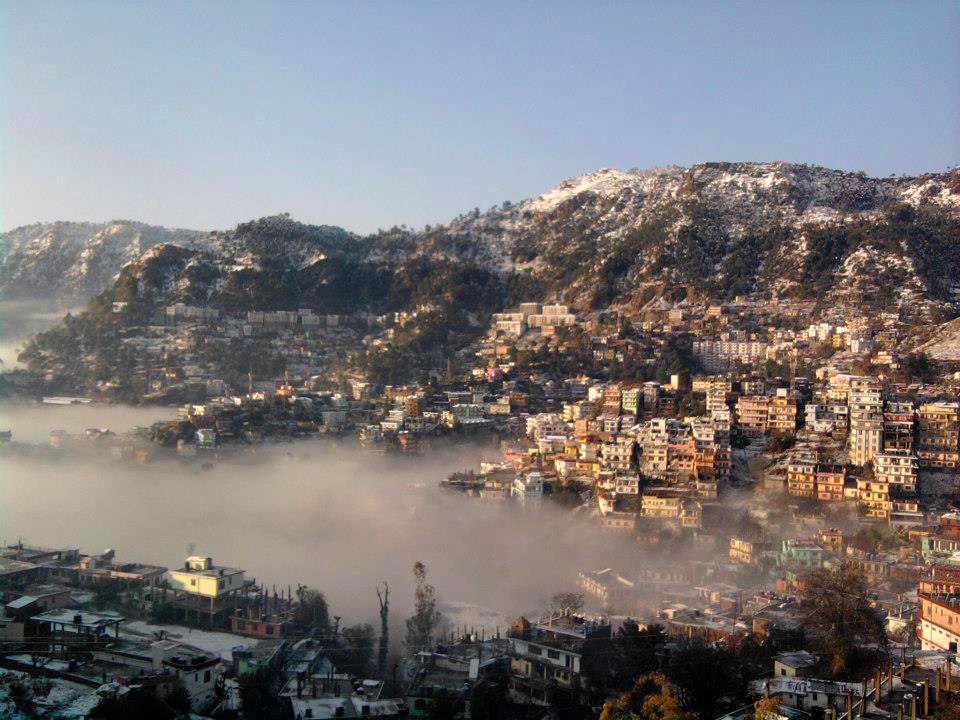
Blick auf die Stadt Solan

Der Distrikt Solan liegt im Südwesten von Himachal Pradesh im Vorderen Himalaya. Nachbardistrikte sind  Sirmaur im Südosten, Shimla im Nordosten, Mandi im Norden und Bilaspur im Nordwesten.
Im Süden grenzt der Distrikt an Punjab und Haryana.
Die Fläche des Distrikts Solan beträgt 1936 km².

## Verwaltungsgliederung
Solan ist in vier Sub-Divisionen gegliedert: Solan, Nalagarh, Arki und Kandaghat.

## Bevölkerung
Nach der Volkszählung 2011 hat der Distrikt Solan 580.320 Einwohner. Die Bevölkerungsdichte liegt mit 300 Einwohnern pro Quadratkilometer über dem Durchschnitt des Bundesstaates.